# Whitemouth River
Whitemouth River är ett vattendrag i Kanada.   Det ligger i provinsen Manitoba, i den sydöstra delen av landet, 1 600 km väster om huvudstaden Ottawa.
Omgivningarna runt Whitemouth River är en mosaik av jordbruksmark och naturlig växtlighet. Runt Whitemouth River är det mycket glesbefolkat, med 2 invånare per kvadratkilometer.